# Cathédrale de Vicence
La cathédrale de Vicence est une église catholique romaine de Vicence, en Italie. Il s'agit de la cathédrale du diocèse de Vicence.

## Histoire
La construction de la cathédrale a commencé en 1482 d'après les plans de Lorenzo da Bologna et terminée dans les années 1560. La coupole a été projetée par Andrea Palladio et probablement aussi le portail latéral nord et la chapelle Almerico.
La façade originale et le campanile ont survécu aux bombardements de la Seconde Guerre mondiale ; le reste de l'édifice actuel a été reconstruit.
Les « maestri di cappella » comprennent Fra Ruffino d'Assisi (1525-1531), Nicola Vicentino (1563-1565), Giammateo Asola et son élève Leone Leoni (1588-1627).

## Extérieur

### La façade-pignon
La façade originale est gothique et attribuée à Domenico da Venezia (XVIe siècle).
Elle est bichrome, divisée en quatre secteurs : l'inférieur est à cinq arcades en impostes, le second à lésènes percée en son centre d'un oculus, le troisième lisse, le cinquième décoré de cinq statues (et deux pinacles ajoutés en 1948).

### Le campanile
Il est légèrement détaché de l'église et placé dans la rue qui longe le côté sud de la cathédrale. Il repose sur une base en pierre du Xe siècle, le clocher en brique date du XIIe siècle et possède cinq cloches, dont la plus ancienne encore en place a été coulée au XVIIe siècle.

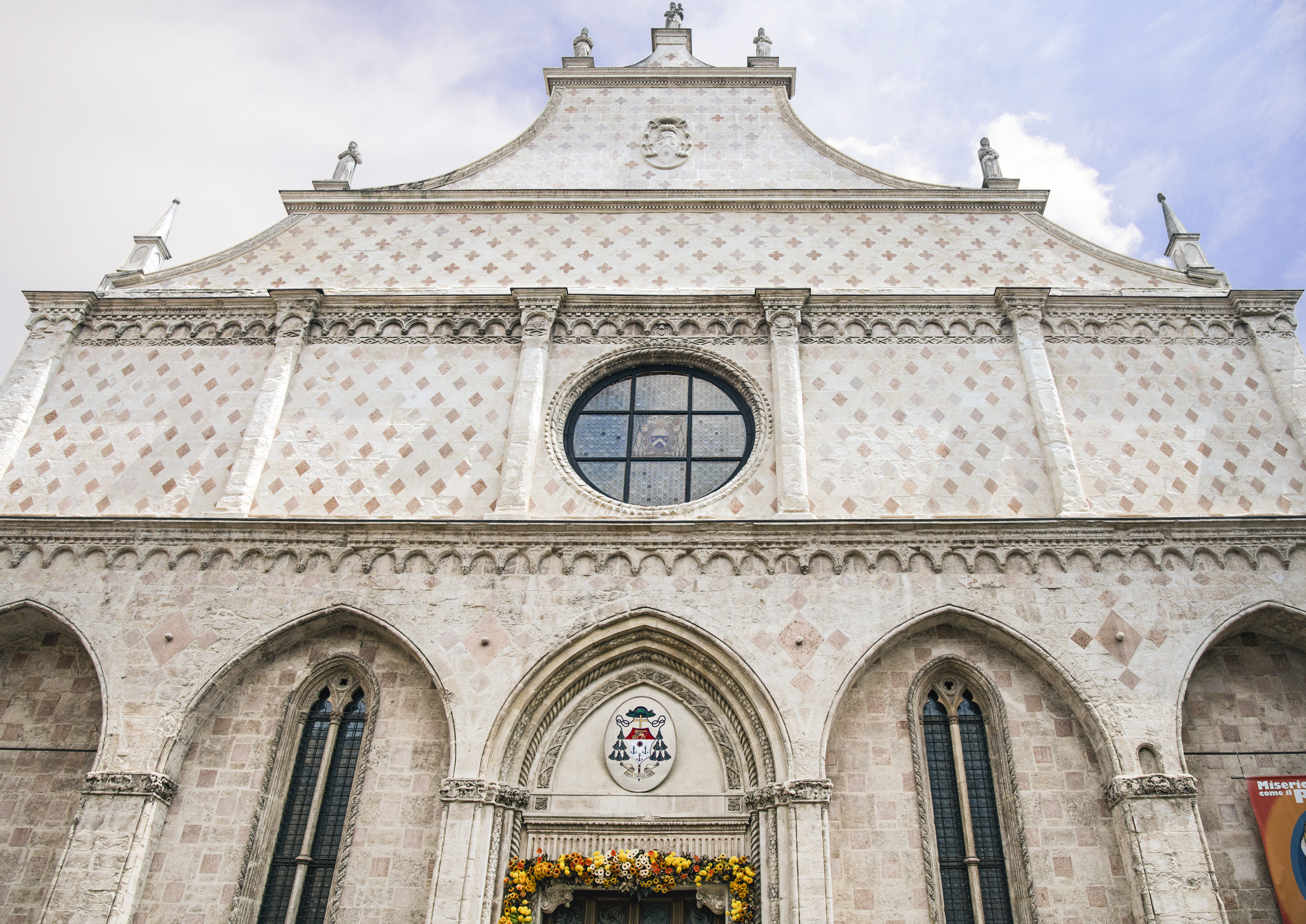
La façade pignon
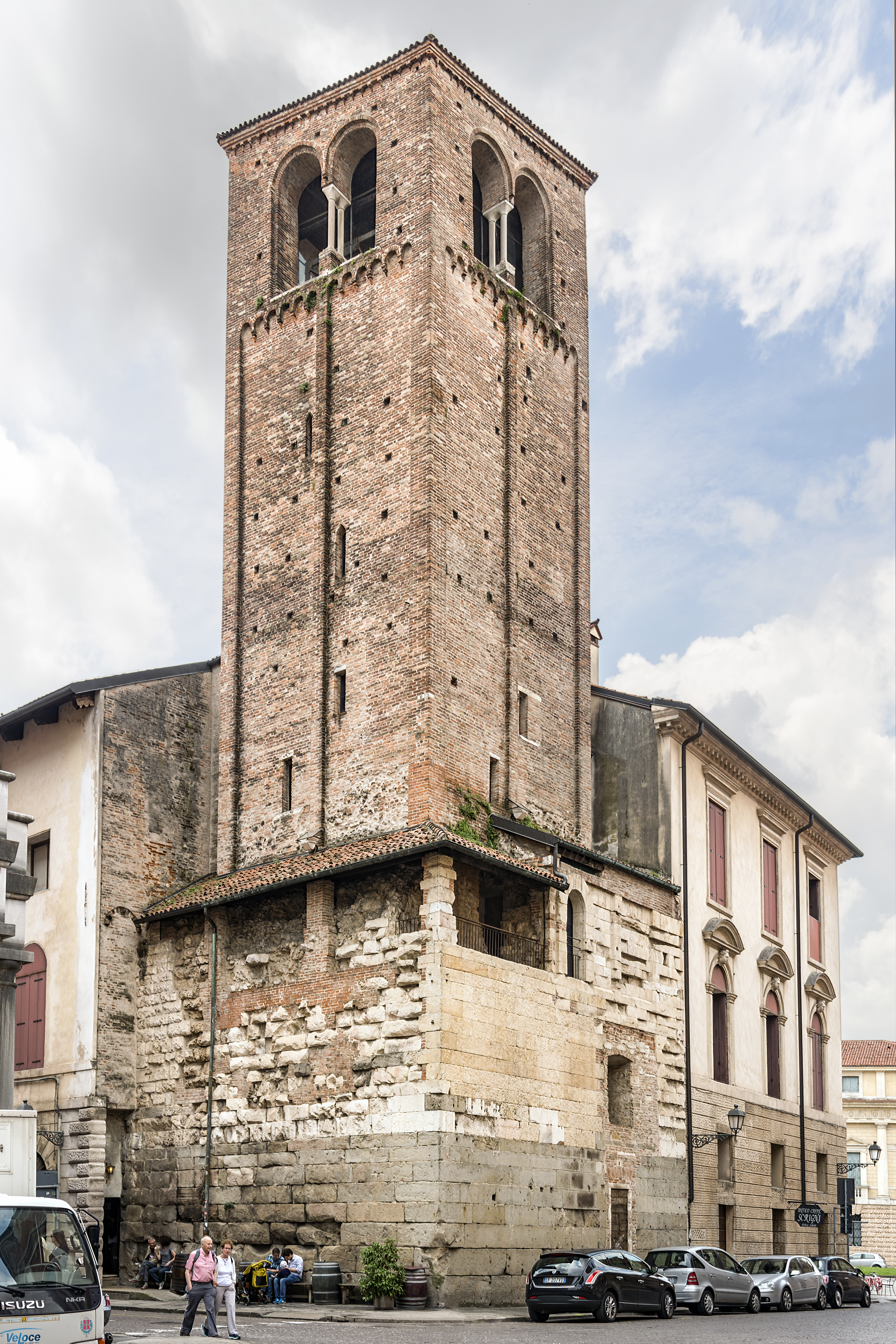
Le campanile

## Intérieur
L'intérieur de la cathédrale est de style gothique, avec une seule nef sur laquelle diverses chapelles latérales sont ouvertes. L'ensemble est couvert par des voûtes en berceau avec croisées d'ogives.

### Éléments remarquables

#### Le Chœur
Le retable en marbre polychrome date de 1535, érigé grâce au don du jurisconsulte de Vicence Aurelio Dall’Acqua.

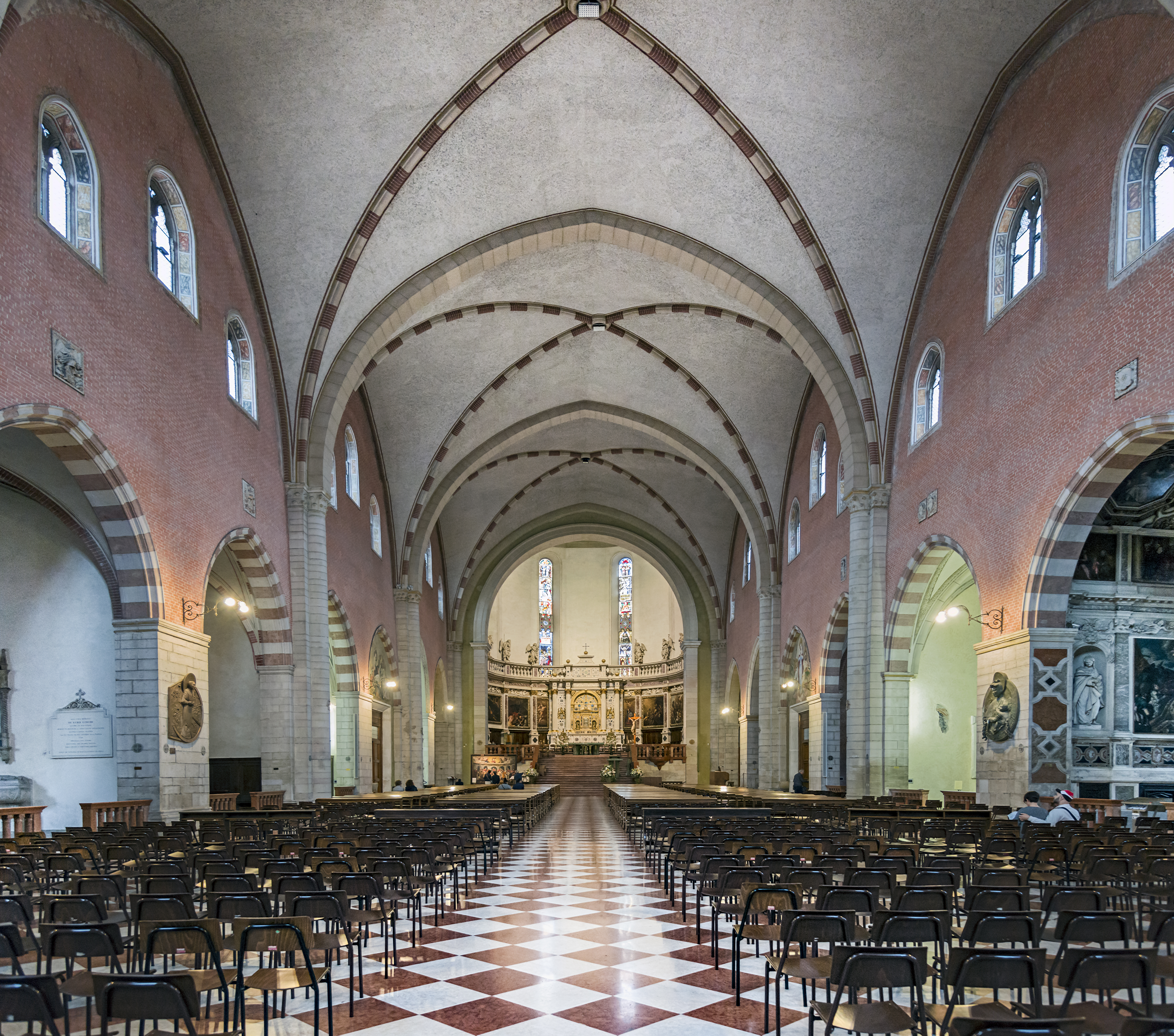
Vue de la nef
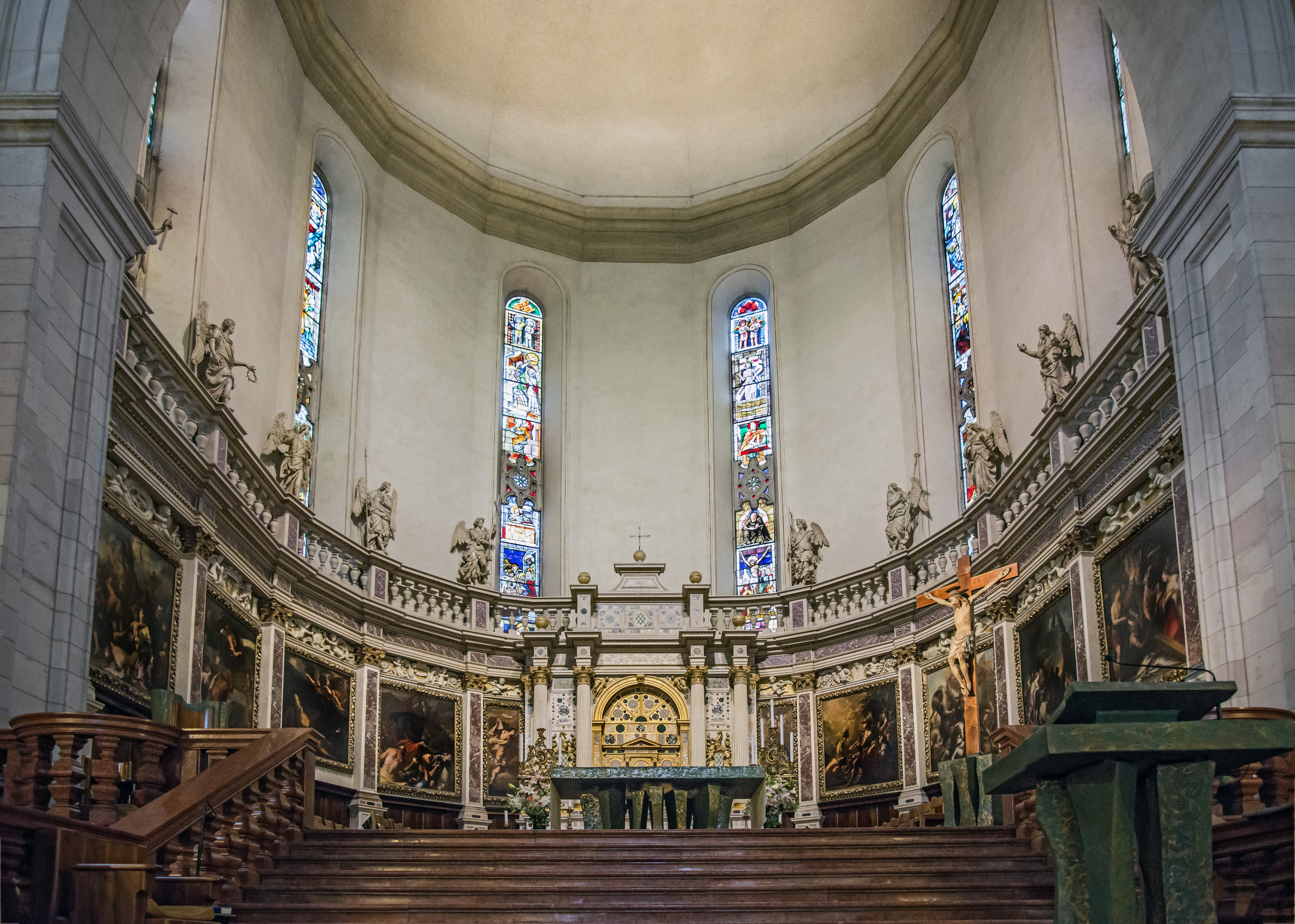
Le chœur

#### Côté gauche de la nef
- Première chapelle de gauche, la chapelle Thiene ou du crucifix. Au-dessus de l'autel, un crucifix en bois du vicentin Lucchetta (XIXe siècle). Sur le mur de gauche le monument funéraire à Lavinia Thiene, par Giulio Romano (1544), du côté droit cénotaphe aux armes de la famille et de Gaétan de Thiene.
- Seconde chapelle de gauche, dédiée à sainte Marie, sur le mur de droite, une huile sur toile d'Alessandro Maganza : Adorazione della Vergine con gli Angeli

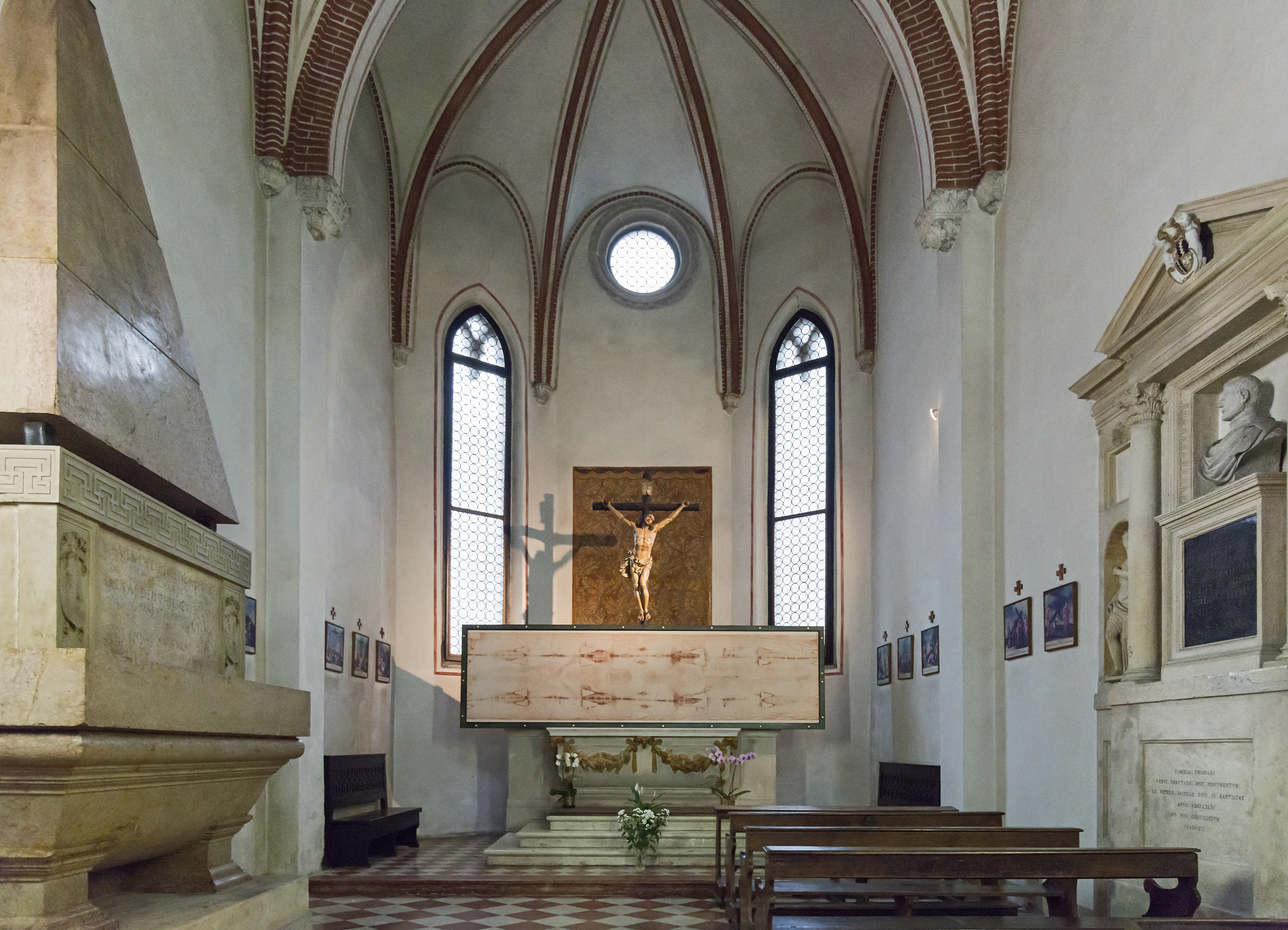
La chapelle Thiene
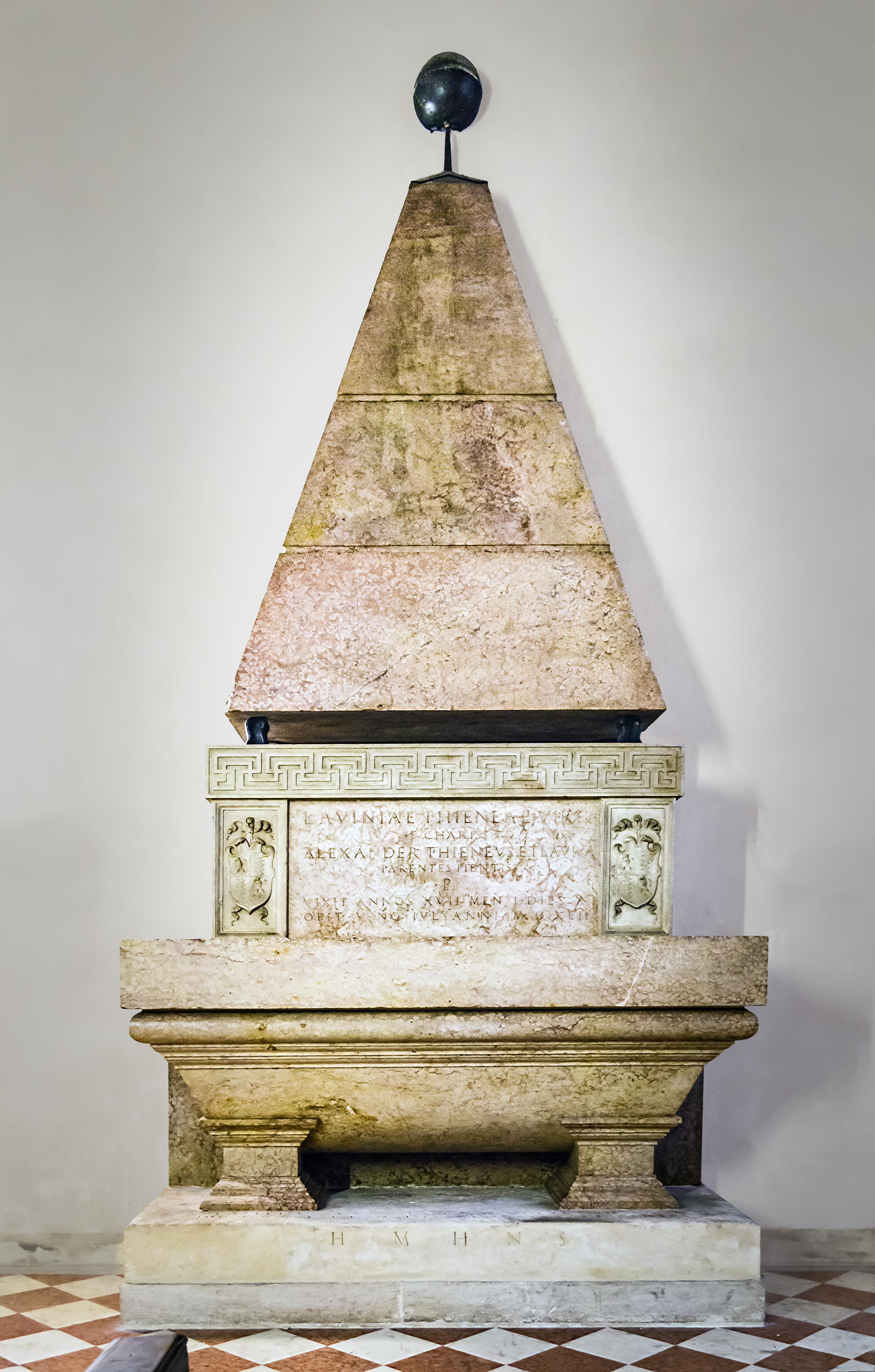
Monument funéraire à Lavinia Thiene
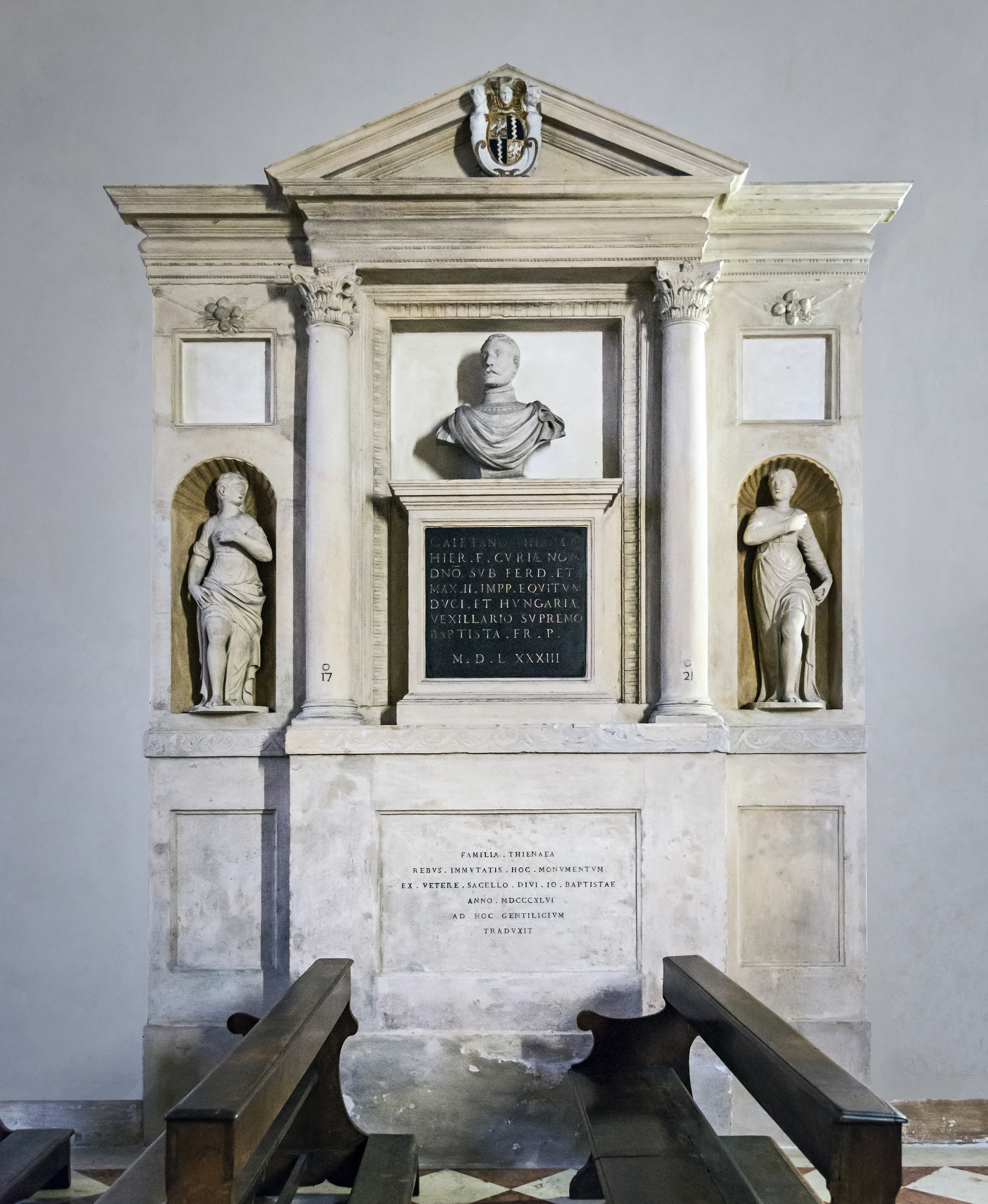
Cénotaphe de la famille Thiene
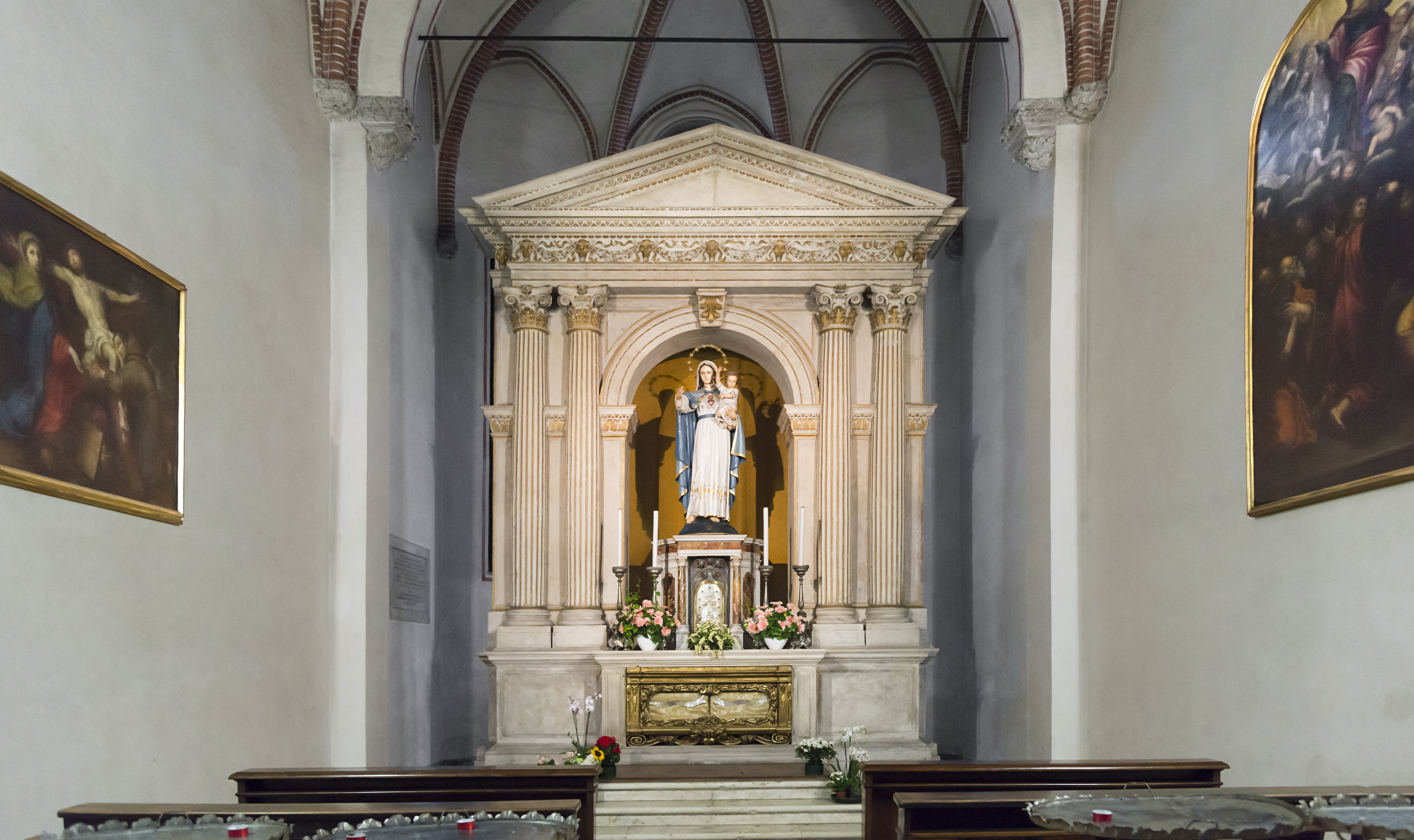
Seconde chapelle de gauche, dédiée à sainte Marie
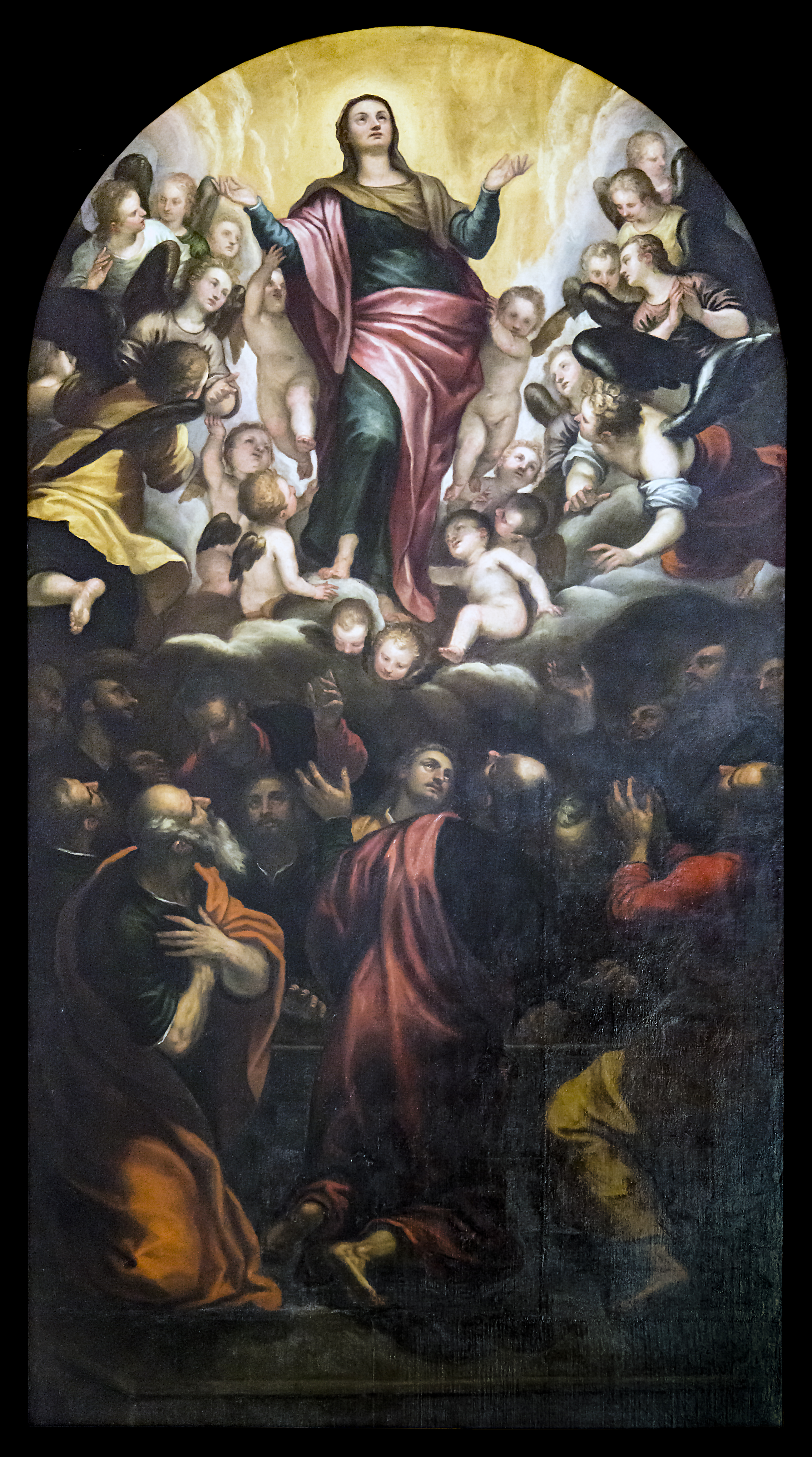
Adorazione della Vergine con gli Angeli Alessandro Maganza

- Troisième chapelle de gauche dédiée saint Antoine de Padoue et à la famille Loschi. Au dessus du retable on retrouve les armes de la famille. Monuments funéraires d'Alfonso Loschi et d'Antonio Loschi.
- La quatrième chapelle de gauche : Chapelle de sainte Catherine d’Alexandrie permet de voir une huile sur toile Madonna col bambino tra le Sante Maddalena e Lucia, par Bartolomeo Montagna.
- La cinquième chapelle : chapelle de la Vierge couronnée ou des Gonfalone. Elle a été construite en 1426 par une confraternité religieuse fraglia di S. Maria, puis transformée autour de 1591 par la confraternité des Gonfalone. Le retable montre l’Incoronazione della Vergine (1448), par Antonino di Niccolò da Venezia. Bas-relief en pierre polychrome, qui représente le Christ devant le Seigneur qui couronne Marie, agenouillée à droite.

Sur le mur de gauche le monument funéraire de Girolamo Bencucci connu en France sous le nom de Jérôme Sclede évêque de l'ancien diocèse de Vaison .

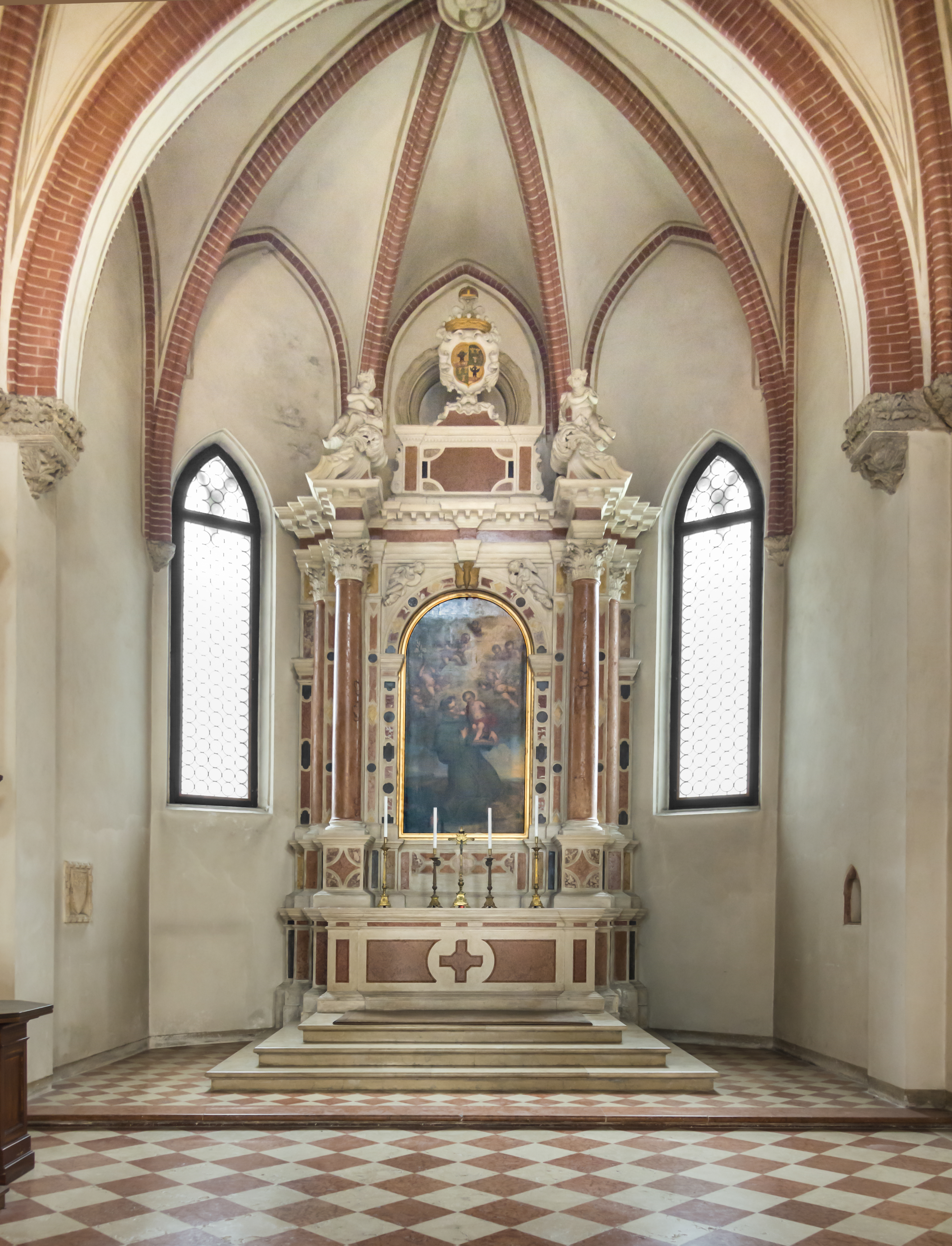
Troisième chapelle de gauche dédiée à la famille Loschi.
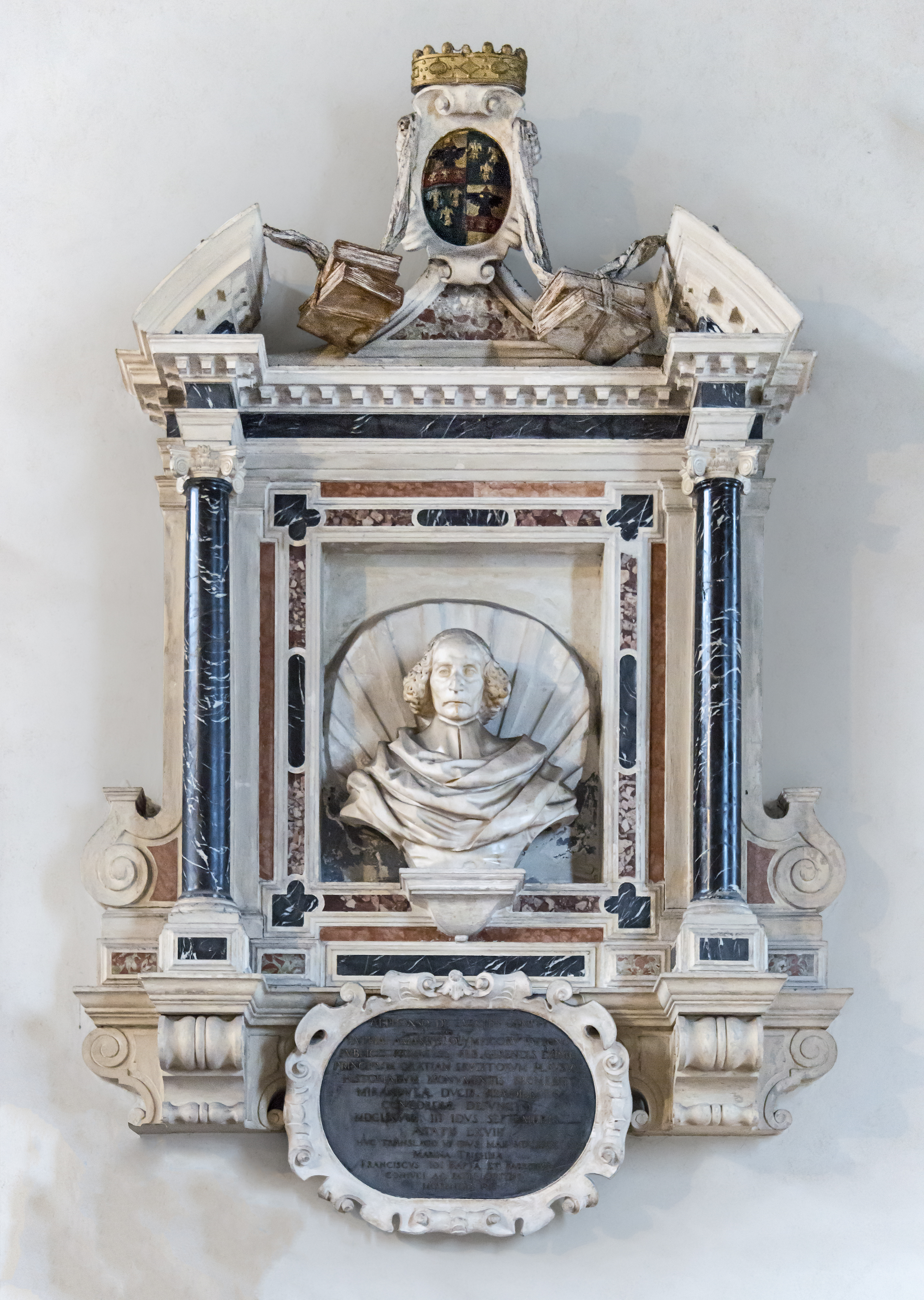
Monument funéraire d'Alfonso Loschi
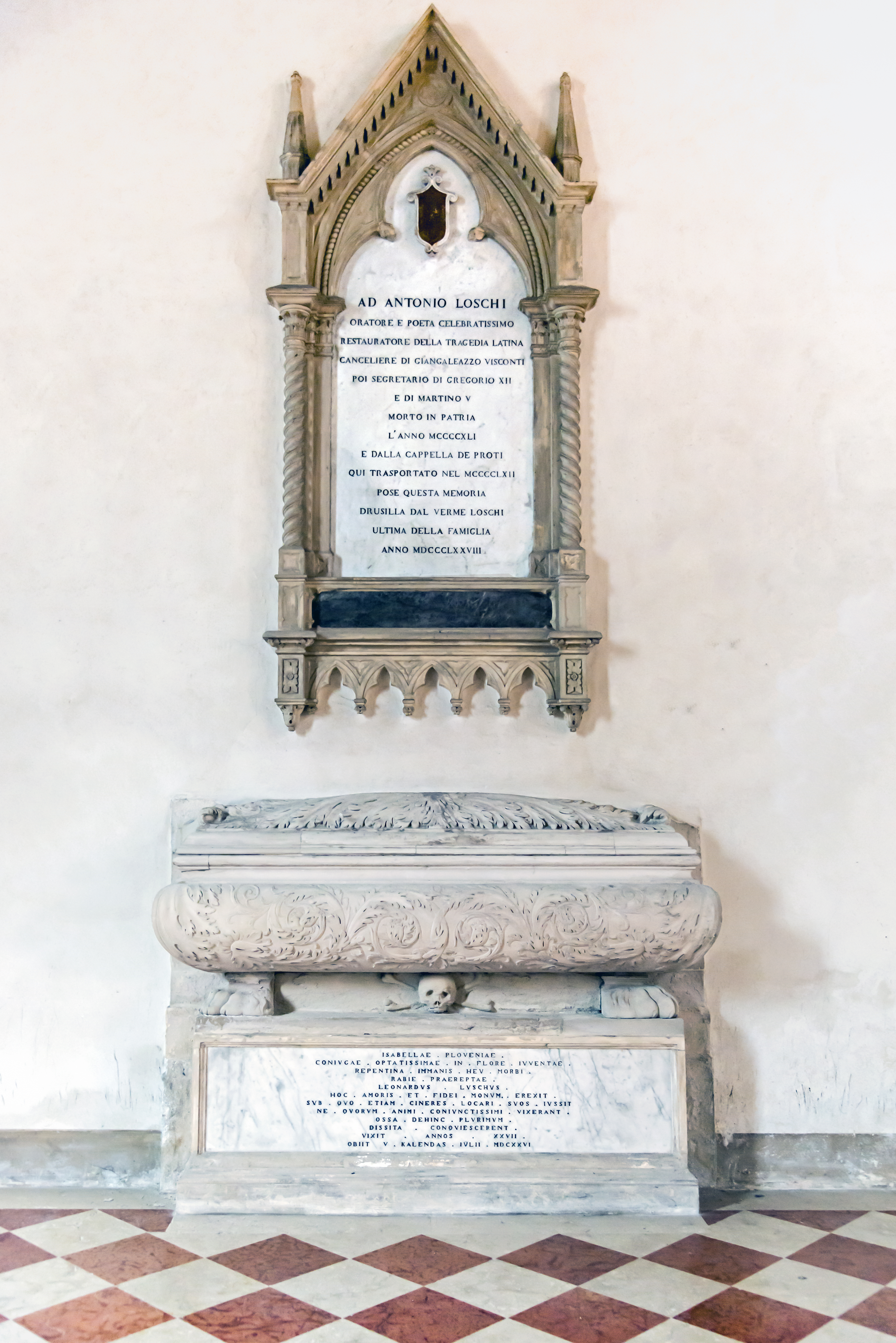
Monument funéraire d'Antonio Loschi
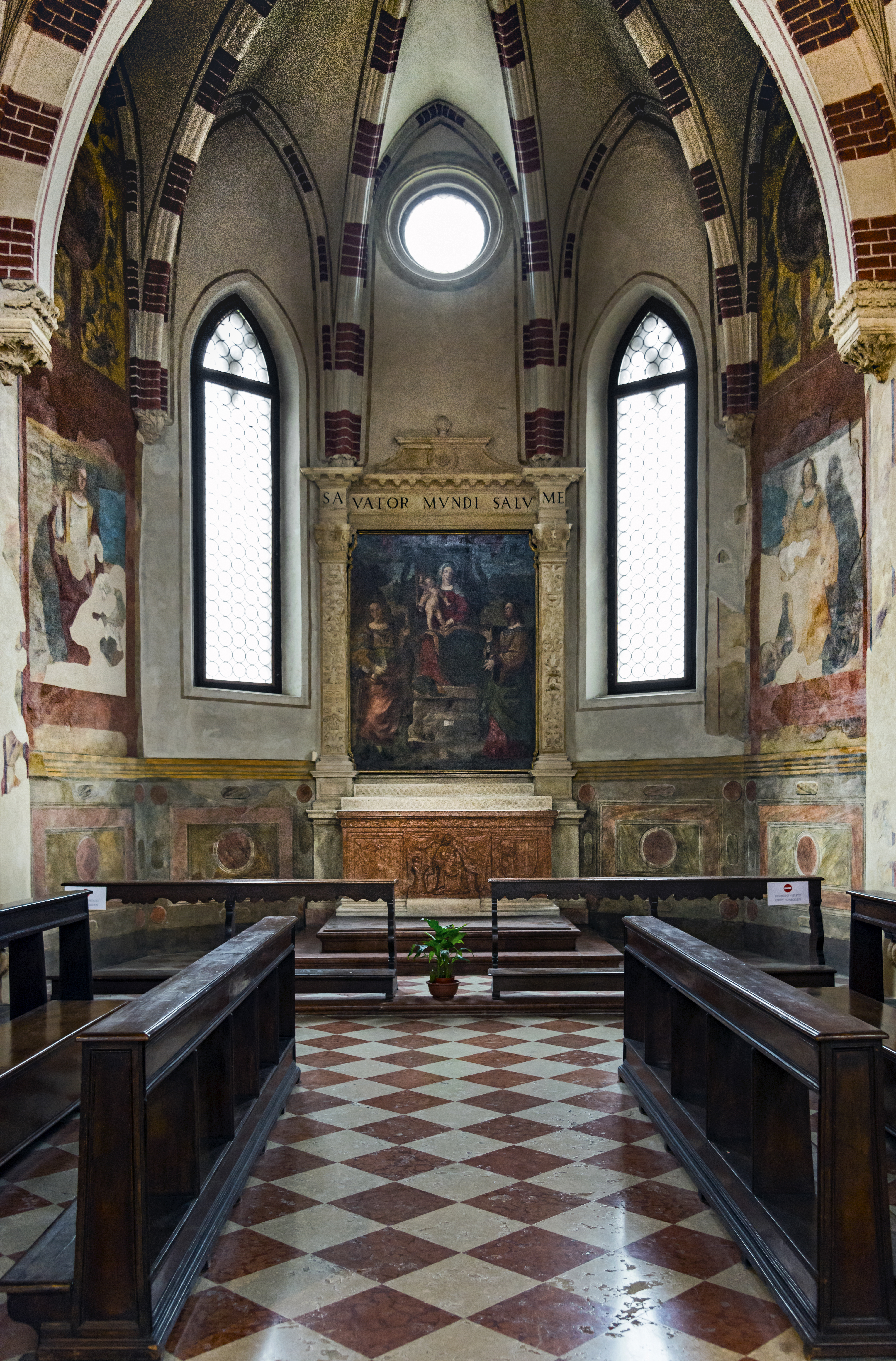
Quatrième chapelle
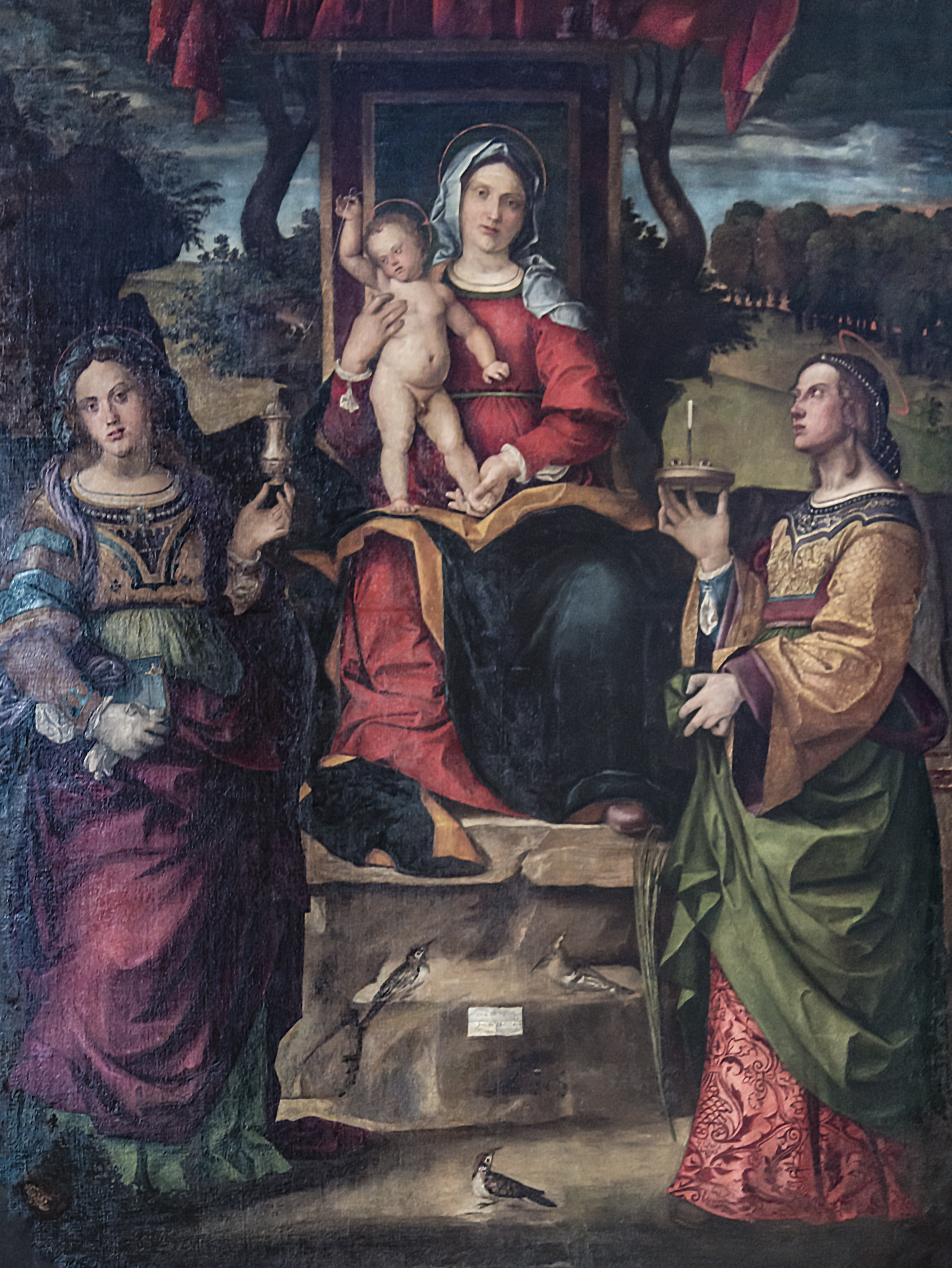
Madonna col bambino tra le Sante Maddalena e Lucia,  par Bartolomeo Montagna
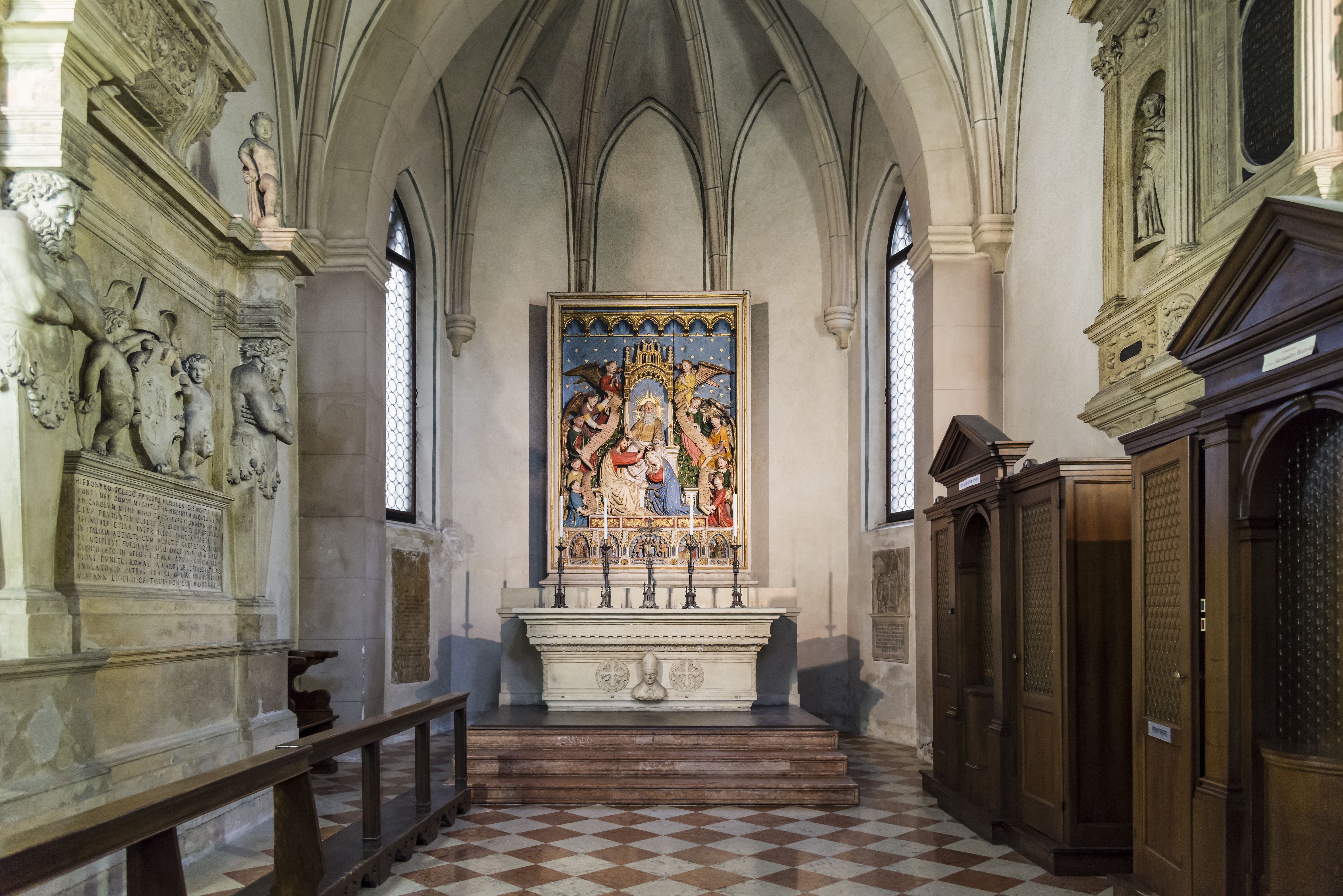
Chapelle de la Vierge couronnée
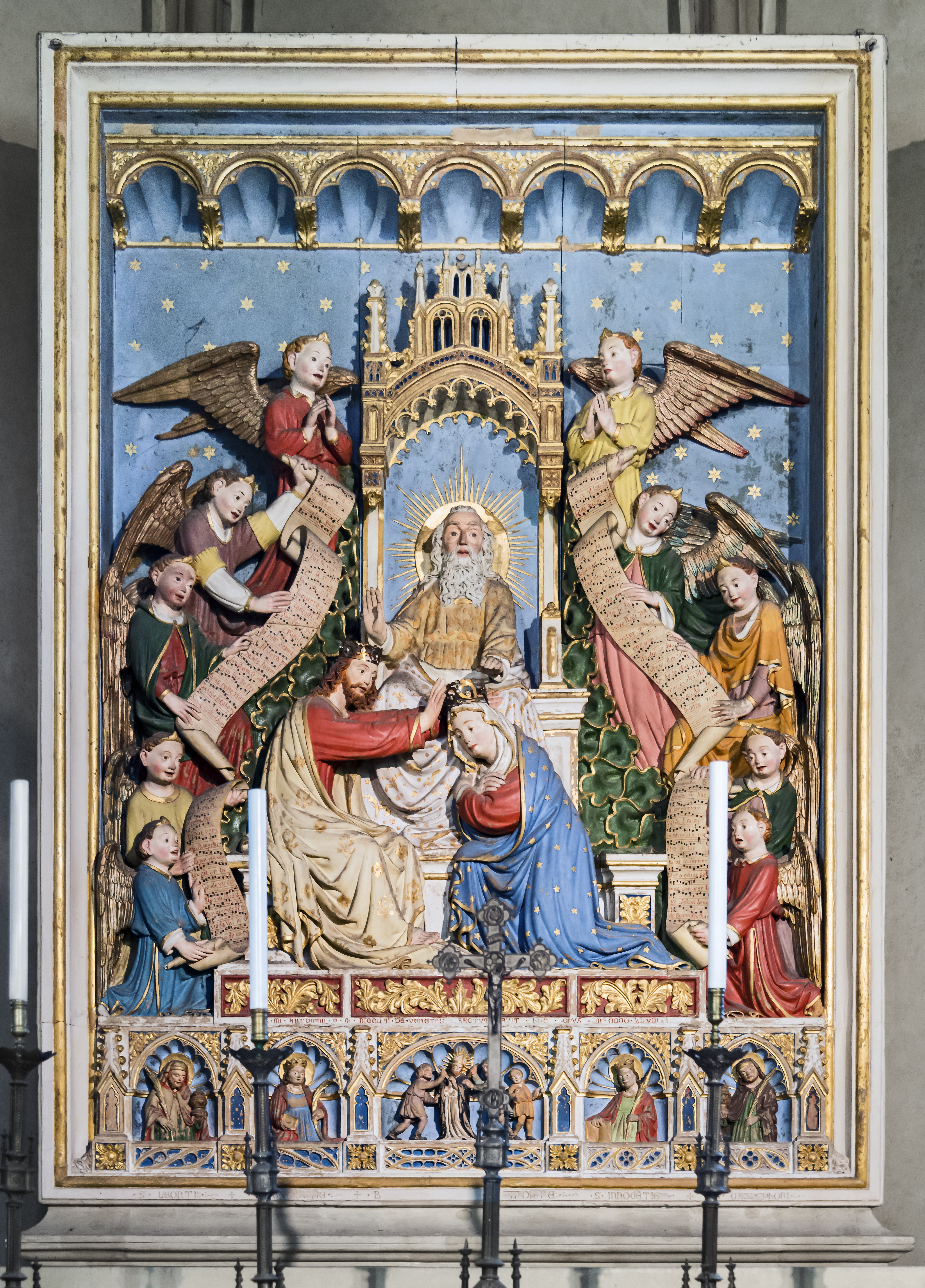
Incoronazione della Vergine - Antonino da Venezia
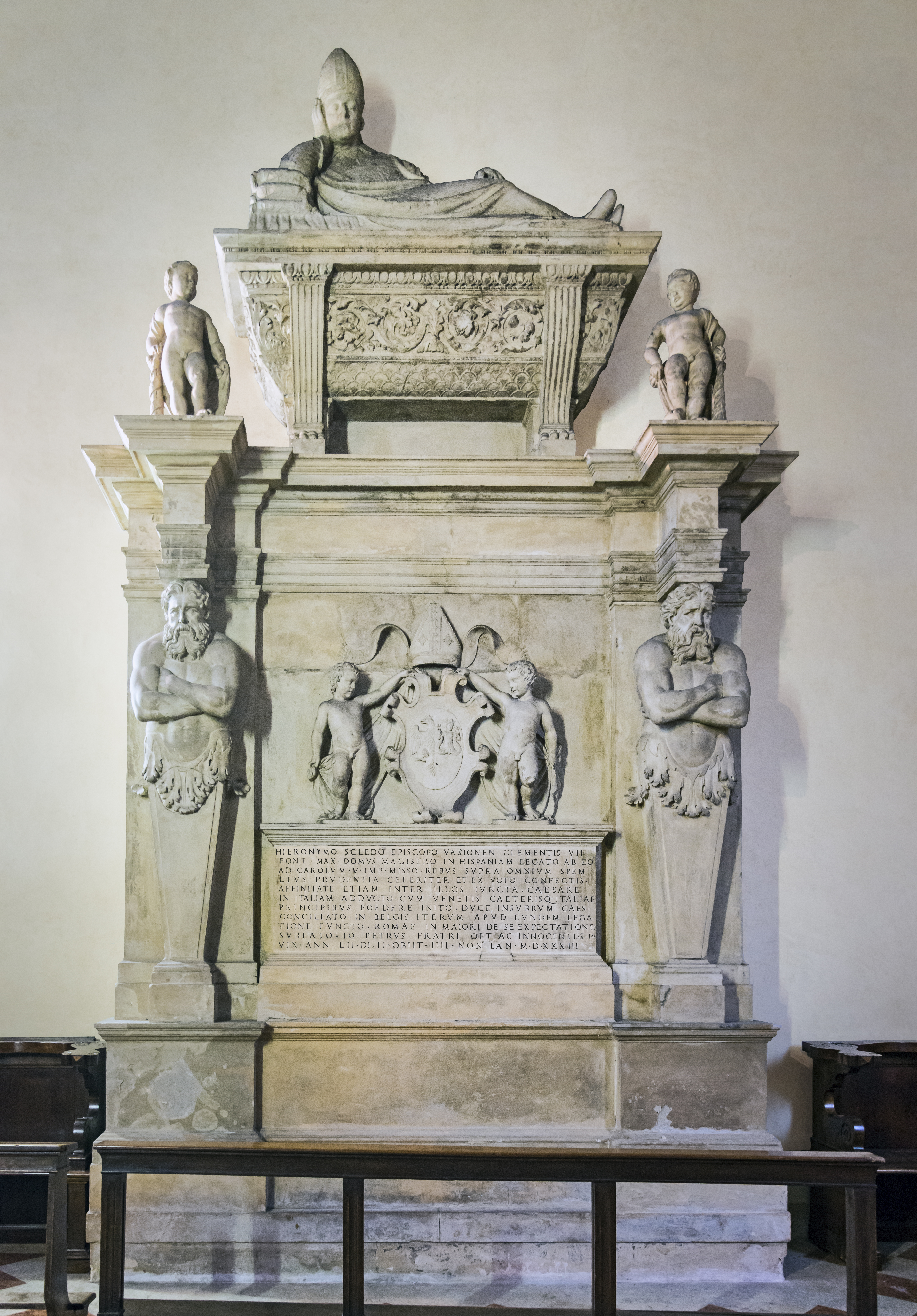
Monument funéraire de Jérôme Sclede

#### Côté droit de la nef
- Première chapelle : Chapelle des fonts baptismaux. L'œuvre actuelle date de 1824. Travail des frères Sguarise tailleurs de pierre sur un dessin du Bassanais Antonio Bernati. Sur le couvercle il y a une petite statue de saint jean Baptiste de Girolamo Albanese (XVIIe siècle).
- Chapelle de saint Jacques et de saint Antoine le Grand. Dormitio Virginis, polyptyque de Lorenzo Veneziano (1366). Sur le mur de gauche le sarcophage de Tommaso et Giampietro de Proti.
- Chapelle de saint Jérôme - La plus ancienne, fondée en 1383 par l'évêque Giovanni de Surdis, a ensuite été remodelée à plusieurs reprises. Elle conserve aujourd'hui les deux monuments funéraires de Girolamo et Giovanni Battista Gualdo (XVIe siècle) les bustes des deux sarcophage sont d'Alessandro Vittoria.

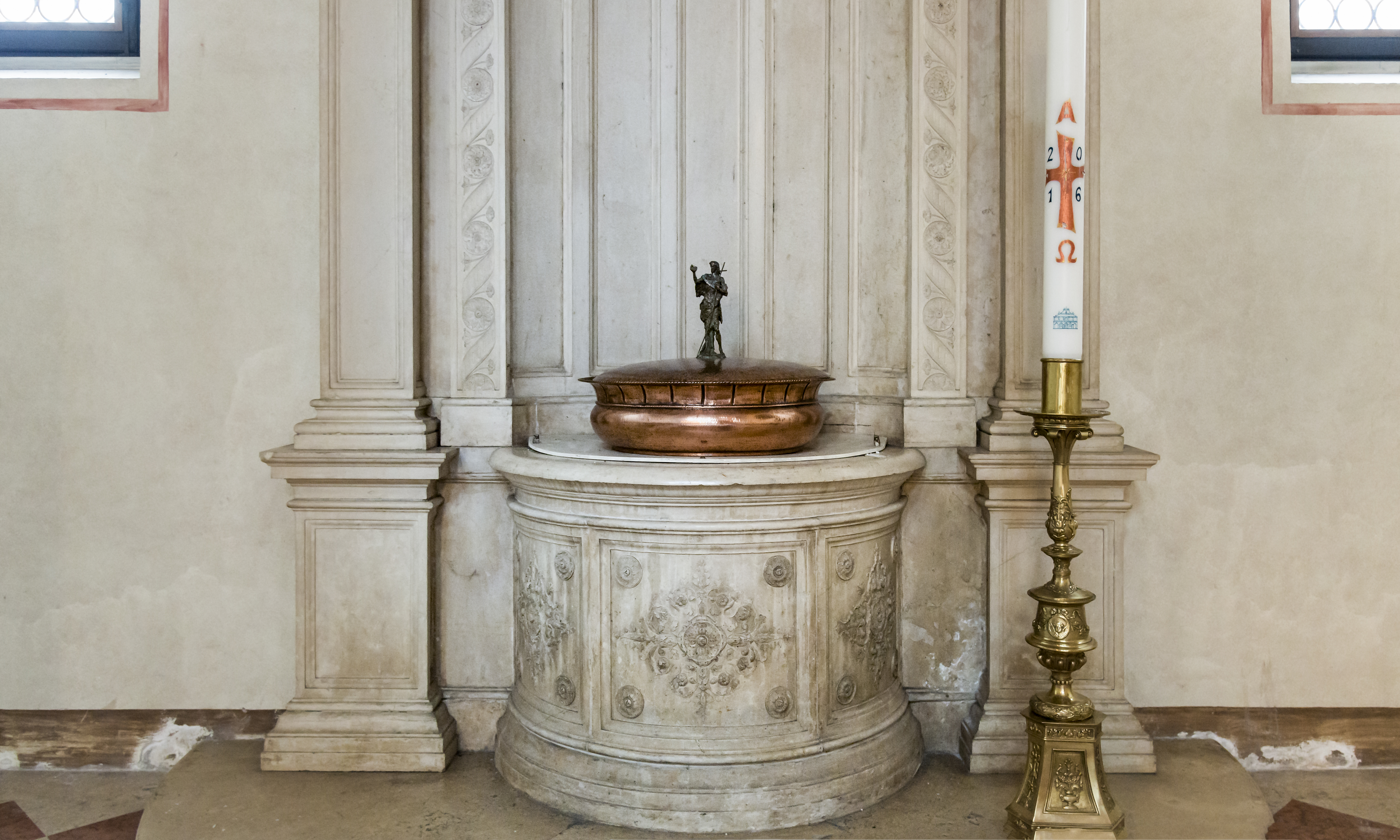
Chapelle des fonts baptismaux
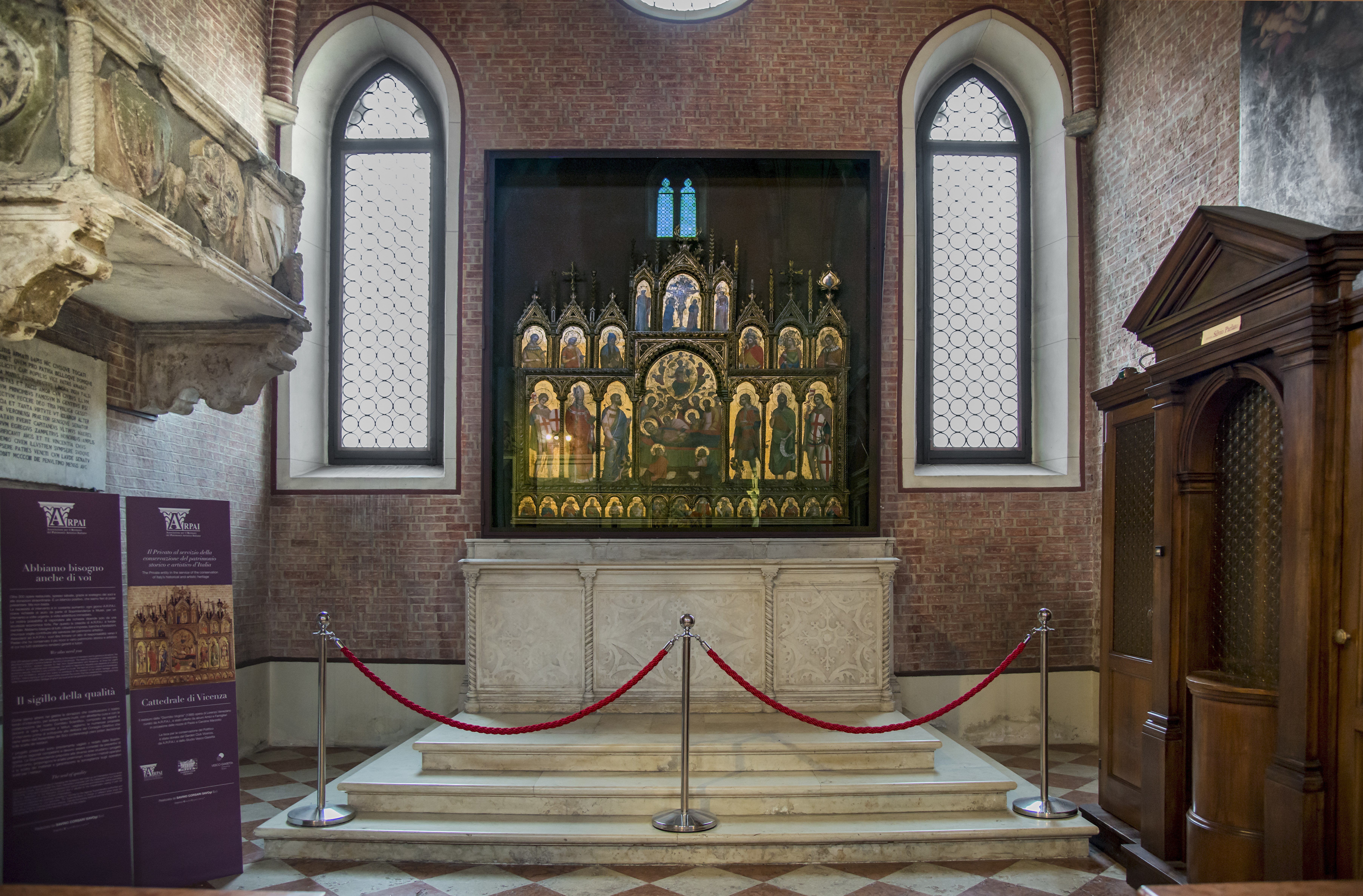
Chapelle de saint Jacques et de saint Antoine le Grand
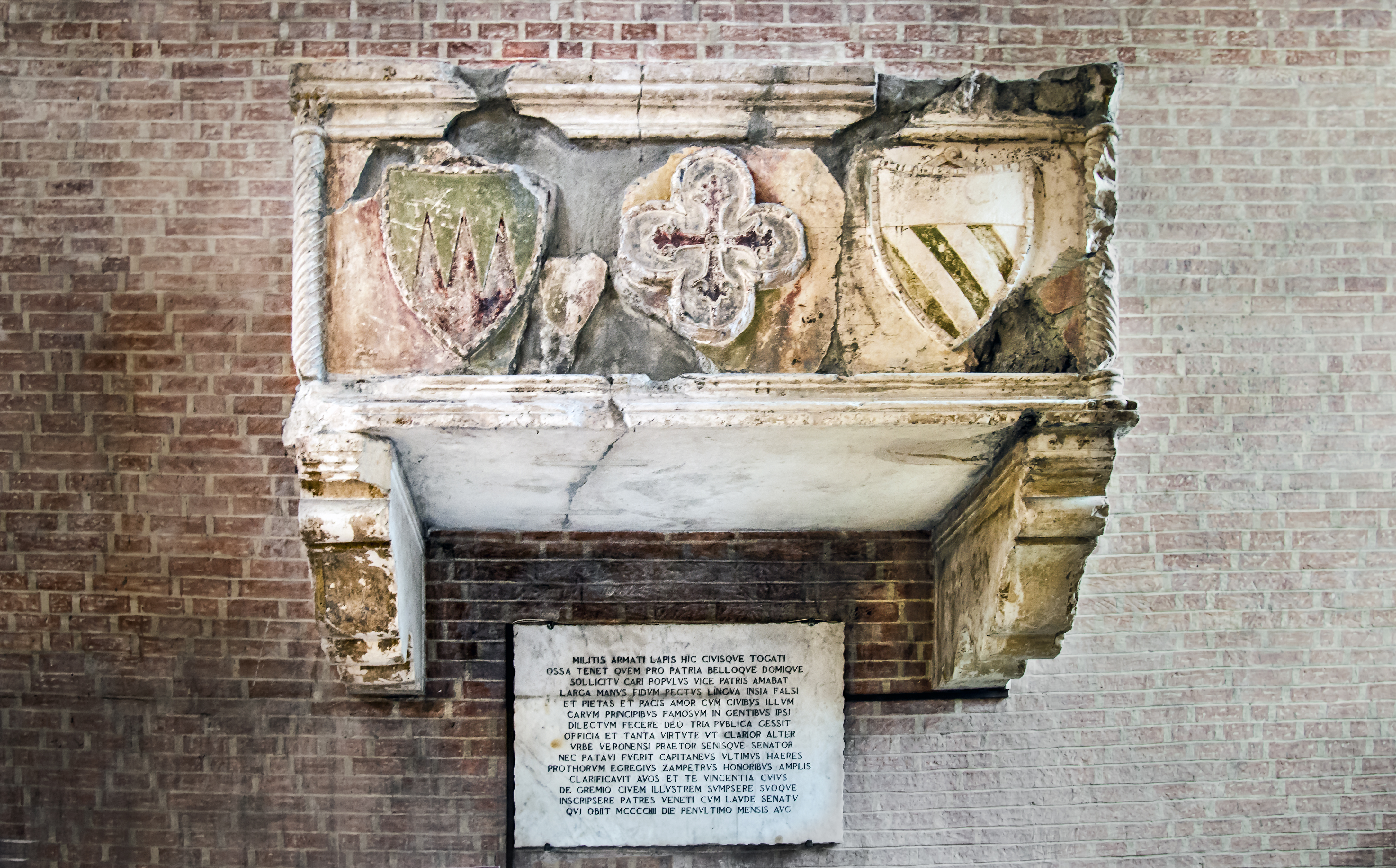
Sarcophage de Tommaso et Giampietro de Proti.
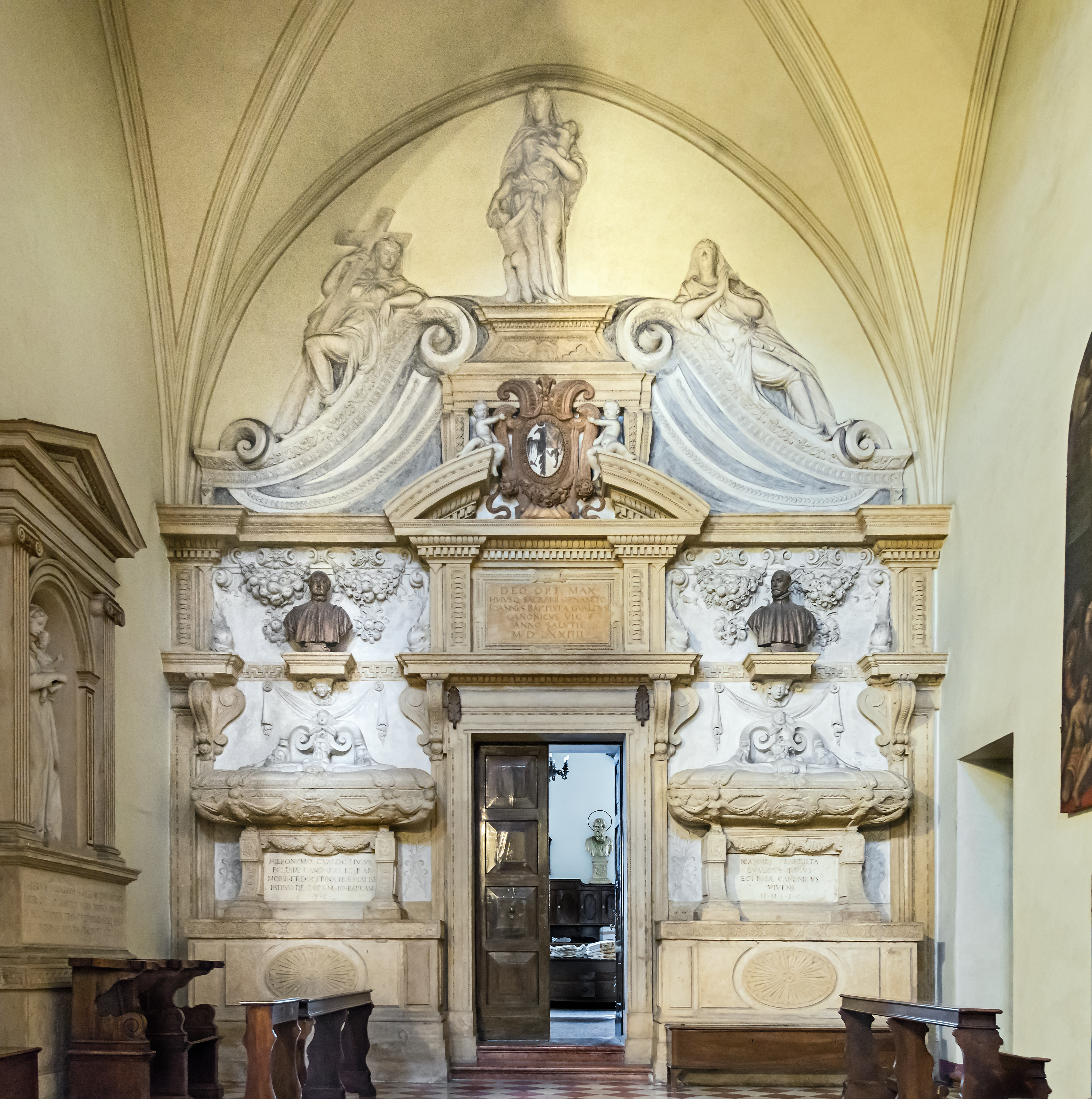
Chapelle de saint Jérôme

### L'orgue

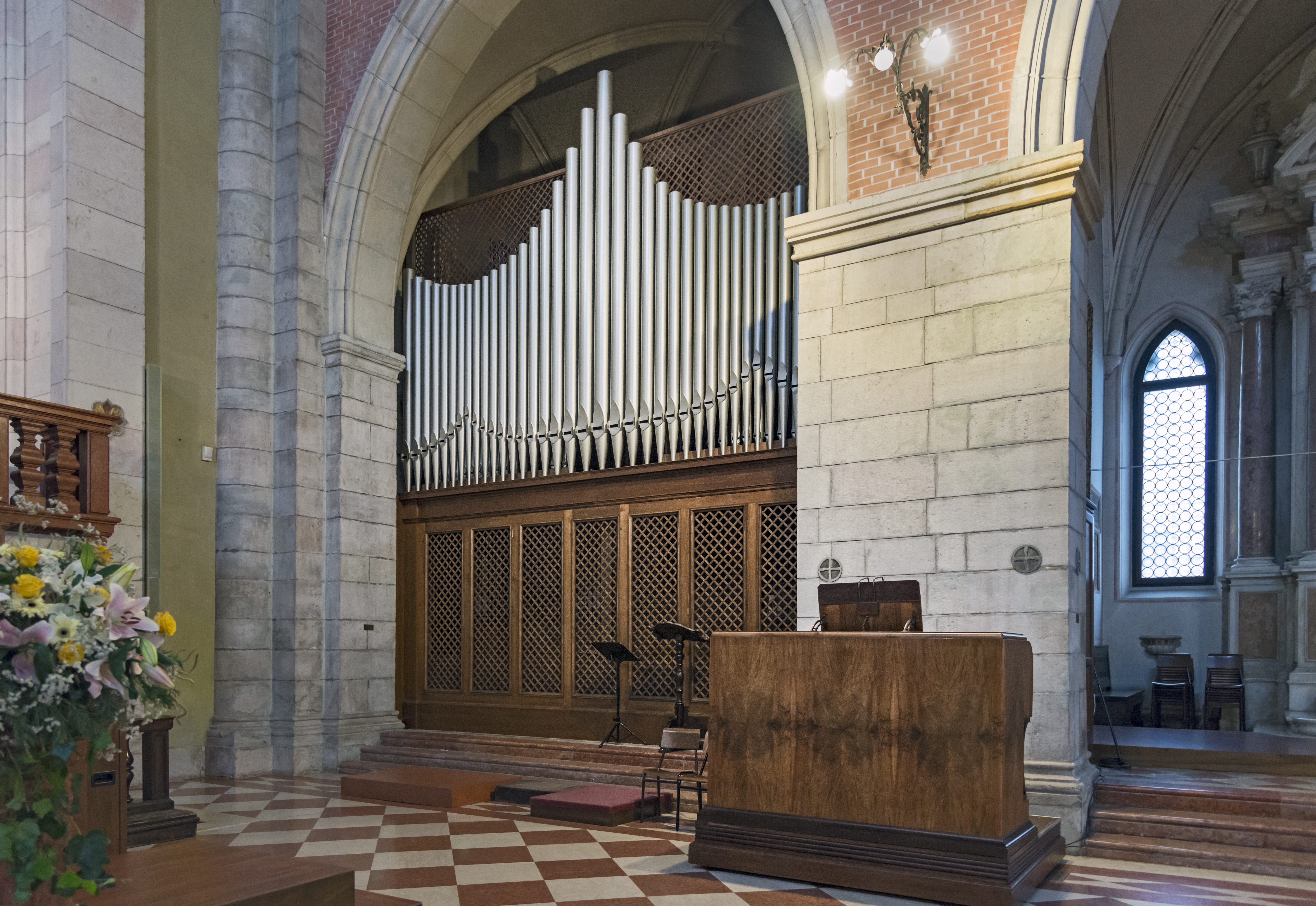
L'orgue Mascioni opus 721

Dans la dernière chapelle de droite, il y a l'orgue Mascioni opus 721, construit en 1955 et ensuite agrandie. L'instrument est alimenté électriquement et sa console, mobile autonome, comporte trois claviers de 61 notes chacune et un pédalier concave-radial de 32 notes.